# پنومنکتومی
پنومنکتومی (Pneumonectomy) یا شُش‌برداری یک روش جراحی برای برداشتن شش است. برداشتن تنها یک لوب از ریه به‌طور خاص به عنوان لوبکتومی شناخته می‌شود و بخشی از ریه به عنوان بخش‌برداری ای (یا سگمنتکتومی) نامیده می‌شود.

## دلایل
شایع‌ترین دلیل پنومونکتومی برداشتن بافت توموری ناشی از سرطان ریه است. پیش از استفاده از آنتی‌بیوتیک‌ها در درمان سل، این بیماری گاه با برداشتن ریه با پنومونکتومی درمان می‌شد.
این عمل باعث کاهش ظرفیت تنفسی بیمار می‌شود. قبل از انجام پنومونکتومی، جراح توانایی بیمار را برای عملکرد پس از برداشتن بافت ریه ارزیابی می‌کند. پس از عمل، اغلب به بیماران یک اسپیرومتر تشویقی داده می‌شود تا به آماده‌سازی ریه باقی‌مانده و بهبود عملکرد تنفسی کمک کند. گاهی اوقات یک یا دو دنده برداشته می‌شود تا جراح بهتر به ریه دسترسی داشته باشد.

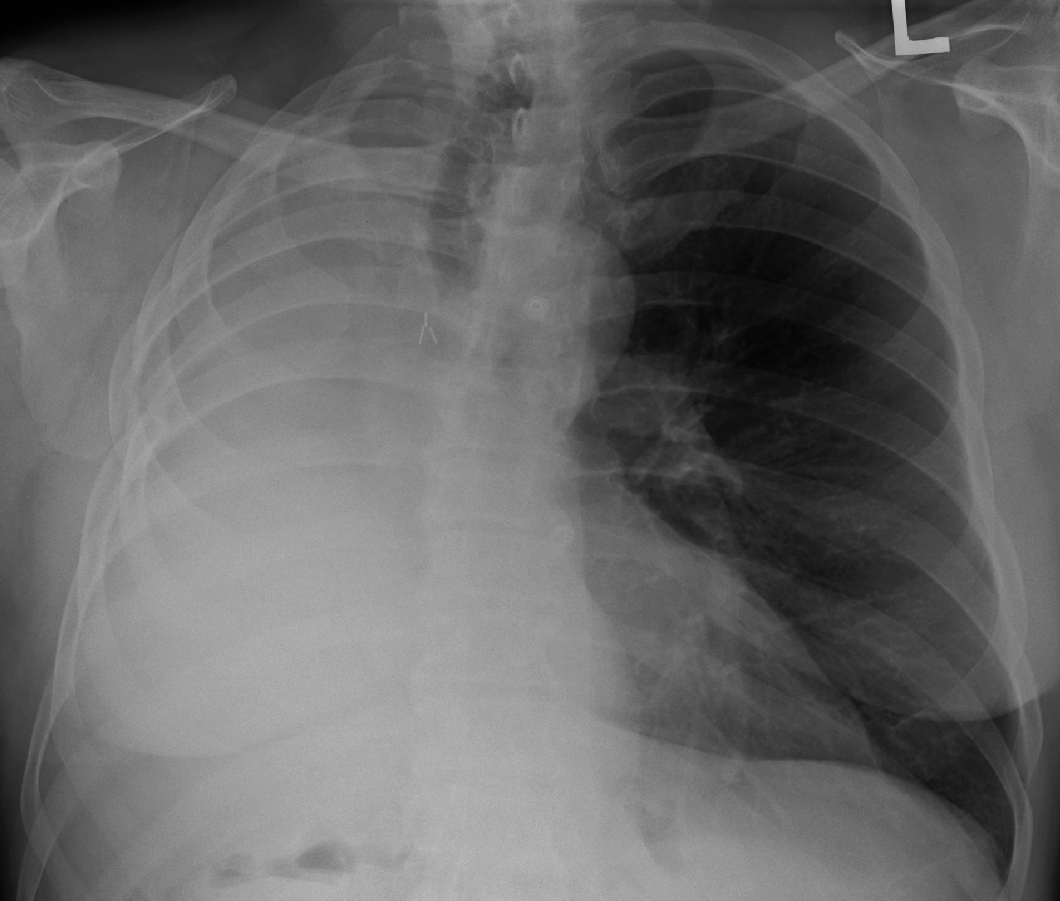
عکسبرداری با اشعه ایکس قفسه سینه از فردی که ریه راست خود را برداشته است

## انواع
دو نوع پنومونکتومی وجود دارد:

قطعات برداشته‌شده در پنومونکتومی

1. پنومونکتومی ساده: فقط برداشتن ریه آسیب‌دیده
2. پنومونکتومی خارج پلورال (EPP): برداشتن ریه آسیب‌دیده، به علاوه بخشی از دیافراگم، پلور جداری (پوشش قفسه سینه) و پریکارد (پوشش قلب) آن طرف.[۱] در این جراحی تهاجمی و دردناک که عمدتاً برای درمان مزوتلیومای بدخیم استفاده می‌شود، پوشش‌ها با گور-تکس جایگزین می‌شوند.

## پیشینه

### نخستین‌ها
- ۱۸۹۵: نخستین پنومونکتومی در چند مرحله توسط ویلیام مکیوئین بر روی یک بیمار مبتلا به سل و آمفیزم
- ۱۹۱۲: نخستین لوبکتومی تشریحی توسط هیو موریستون دیویس[۲]
- ۱۹۱۸: نخستین لوبکتومی موفق، توسط هارولد بران
- ۱۹۳۱: نخستین پنومونکتومی موفقیت‌آمیز در دو مرحله توسط رودلف نیسن بر روی یک بیمار با له‌شدگی قفسه سینه.
- ۱۹۳۳: نخستین پنومونکتومی کامل تک‌مرحله‌ای موفقیت‌آمیز توسط گراهام و سینگر[۳]
- ۱۹۳۹: نخستین بخش‌برداری، توسط چرچیل و بلزی[۴]